# 娘の友達
『娘の友達』（むすめのともだち）は、萩原あさ美による日本の漫画作品。講談社『コミックDAYS』にて、2019年4月18日から2020年12月24日まで連載。「L'un des grands secrets d'une femme fatale.」（ファム・ファタールの大きな秘密）というフランス語のサブタイトルが付されている。2021年2月時点で電子版を含めた累計発行部数は100万部を突破している。

## 作風・制作背景
本作では娘を持ち、会社では課長を務める男性市川晃介と、彼が喫茶店で出会い、後に娘の友達であることが分かる女子高生如月古都との「年の差恋愛」が描かれる。妻が死去したことや男手一つで子育てする心労、会社の仕事でもストレスを感じることが多く憔悴している様子が描写される晃介とは対照的に、古都の内面や心理描写が描かれないことが特徴である。そのため、古都が何を考えているか（読者にも他の登場人物にも）分からず、古都に裏切られるのではないかと疑心暗鬼に陥ったり、その関係性自体に葛藤を抱く晃介の精神状態も相まって、全体として鬱屈とした世界観で描写されている。また市川の瞳には光が無い描かれ方となっているが、これは偶然できたものである。
Twitterに投稿した公式PVや作品その者に対し、「性的搾取を助長する」「犯罪教唆だ」という批判があったが、担当編集の小見山祐紀は性的搾取を助長する展開にはならず、「現代社会で生きていると、社会規範として正しいかそうでないかに必要以上に捉われすぎてしまう。そんな人へ向けた問題提起なんです」と表明している。
本作は個人的な趣味として少年誌より青年誌を愛好するという萩原が、少年誌向けとして描いた『バイバイ人類』とは異なり、青年誌向けの作品を描くという意識をもって描いた作品である。また、普通のサラリーマンの夫と結婚生活を送る中で、互いに価値観が理解できなくなり離婚に至った、萩原自身の女性作家としての体験が反映されている。影響を受けた作品として山本直樹『ありがとう』を挙げている。

## 主な登場人物
市川 晃介（いちかわ こうすけ）
仕事に追われているサラリーマン。神経質な一面があり、公共の場で大声で話されることなどに辟易している。不登校となった娘の対応に苦慮している。担任教師に指摘されるまでは娘がただの体調不良であると思っており、不登校であること自体に気付いていなかった。数年前に妻の恵子を病気で亡くしているが、仕事で妻の臨終に立ち会えなかった。それ以降、娘の美也との関係がギクシャクしてきている人事部から係長から課長昇進の内示をだされている。
如月 古都（きさらぎ こと）
祖父が営む  晃介行きつけの喫茶店でアルバイトしている女子高生。晃介の娘である美也の小学生時代の友達。母親から虐待を受け、優等生であることを強いられている。今でも美也とは仲は良く学校でも同じクラスで席も隣同士である。喫茶店に客として訪れた晃介と知り合い、徐々に関係を深めていく。干渉する母親から逃げ出した際は晃介と共にホテルに逃げ込み、晃介の前で服を脱いで全裸になった。
市川 美也（いちかわ みや）
晃介の娘。学校を休みがちで引きこもり状態になっている。母親の臨終に立ち会わなかった父に憤り、罵声を浴びせた。必死に受験勉強して今の高校に合格したのだが、レベルの高さに付いていけず悩んでいた。
市川 恵子（いちかわ けいこ）
晃介の亡き妻。美也の母。面差しがどこか古都に似ている。

## 書誌情報
- 萩原あさ美 『娘の友達』 講談社〈モーニングKC〉、全7巻
  1. 2019年8月8日発売、ISBN 978-4-06-516600-0
  2. 2019年11月13日発売、ISBN 978-4-06-517670-2
  3. 2020年2月12日発売、ISBN 978-4-06-518466-0
  4. 2020年5月13日発売、ISBN 978-4-06-519636-6
  5. 2020年8月11日発売、ISBN 978-4-06-520480-1
  6. 2020年11月11日発売、ISBN 978-4-06-521382-7
  7. 2021年2月10日発売、ISBN 978-4-06-522201-0